# Terrell Buckley
Douglas Terrell Buckley (Pascagoula, 7 giugno 1971) è un ex giocatore di football americano statunitense che ha giocato nel ruolo di cornerback nella National Football League (NFL). Al college giocò a football a Florida State

## Carriera
Buckley fu scelto come quinto assoluto nel Draft NFL 1992 dai Green Bay Packers. È l'unico giocatore della storia ad avere fatto registrare 50 intercetti in carriera a non essere mai stato convocato per il Pro Bowl. In una gara contro Cincinnati nel 1992, la sua stagione da rookie, stabilì quello che rimane il record di più giovane giocatore ad avere ritornato un punt in touchdown nella storia della NFL (21 anni, 105 giorni). Nel 1996 guidò la NFL in yard ritornate da intercetto con 164.
Terrell Buckley mise a segno almeno un intercetto per tredici stagioni consecutive. Nella finale della AFC del contro i Pittsburgh Steelers, ne fece registrare uno nella vittoria 24-17 dei suoi New England Patriots. Due settimane dopo vinse il Super Bowl XXXVI battendo i St. Louis Rams.

## Palmarès

### Franchigia
- Super Bowl : 1

New England Patriots: XXXVI
- American Football Conference Championship: 1

New England Patriots: 2001

### Individuale
- Jim Thorpe Award - 1991
- Jack Tatum Trophy - 1991

## Statistiche
| Tackle     | 534 |
| Sack       | 2,0 |
| Intercetti | 50  |